# Lista de prefeitos de Itinga
Esta é a lista de prefeitos e vice-prefeitos do município de Itinga, estado brasileiro de Minas Gerais.
| Nº | Prefeito                            | Imagem                         | Partido               | Vice-Prefeito                                 | Início do mandato       | Fim do mandato                  | Observações             |
| 1  | Precilo Versiani Murta de Gusmão    |                                | PP                    | —                                             | 1º de janeiro de 1944   | 24 de novembro de 1945          | Prefeito nomeado        |
| 2  | Luiz Duarte                         |                                | PSD                   | —                                             | 29 de novembro de 1945  | 5 de março de 1946              | Prefeito nomeado        |
| 3  | Precilo Versiani Murta de Gusmão    |                                | PSD                   | —                                             | 6 de março de 1946      | 7 de janeiro de 1947            | Prefeito nomeado        |
| 4  | Cristóvão Soares de Farias          |                                | PSD                   | —                                             | 9 de janeiro de 1947    | 8 de abril de 1947              | Prefeito nomeado        |
| 5  | Nilo Peçanha de Barbuda             |                                | UDN                   | —                                             | 9 de abril de 1947      | 25 de julho de 1947             | Prefeito nomeado        |
| 6  | Ciro Rodrigues Coelho               |                                | UDN                   | —                                             | 26 de julho de 1947     | 30 de dezembro de 1947          | Prefeito nomeado        |
| 7  | Cristiano Lages Murta               |                                | UDN                   | Geraldo Gomes Miranda                         | 31 de dezembro de 1947  | 31 de janeiro de 1951           | Prefeito e vice eleitos |
| 8  | Nilo Peçanha de Barbuda             |                                | UDN                   | Hermelino Ribeiro Evangelista dos Anjos       | 3 de dezembro de 1951   | 2 de fevereiro de 1954          | Prefeito e vice eleitos |
| 9  | José Moacyr Versiani Gusmão         |                                | PSD                   | Aldrovando Evangelista dos Anjos              | 3 de fevereiro de 1955  | 7 de fevereiro de 1959          | Prefeito e vice eleitos |
| 10 | Nilo Peçanha de Barbuda             |                                | PSD                   | Byron Alves Dutra                             | 8 de fevereiro de 1959  | 1º de fevereiro de 1963         | Prefeito e vice eleitos |
| 11 | José Moacyr Versiani Gusmão         |                                | PSD                   | Mario Gonçalves Soares                        | 2 de fevereiro de 1963  | 5 de fevereiro de 1967          | Prefeito e vice eleitos |
| 12 | José Walter Chaves                  |                                | PSD                   | Dajas de Figueiredo Murta                     | 4 de fevereiro de 1967  | 31 de janeiro de 1971           | Prefeito e vice eleitos |
| 13 | Mário Versiani Gusmão               |                                | ARENA                 | José de Oliveira                              | 1º de fevereiro de 1971 | 31 de janeiro de 1973           | Prefeito e vice eleitos |
| 14 | Adhemar Marcos                      |                                | ARENA                 | Nourivaldo Rodrigues Chaves                   | 1º de fevereiro de 1973 | 31 de janeiro de 1977           | Prefeito e vice eleitos |
| 15 | José Moacyr Versiani Gusmão         |                                | ARENA                 | Alirio Cardoso Resende                        | 1º de fevereiro de 1977 | 31 de janeiro de 1983           | Prefeito e vice eleitos |
| 16 | Alirio Cardoso Resende              |                                | ARENA                 | —                                             | 7 de julho de 1981      | 31 de janeiro de 1983           | Prefeito substituto     |
| 17 | José Walter Chaves                  |                                | ARENA                 | Joaquim Pereira Jardim                        | 1º de fevereiro de 1983 | 31 de dezembro de 1988          | Prefeito e vice eleitos |
| 18 | José Alves Pereira                  |                                | PMDB                  | Abel Gonçalves Sicupira                       | 1º de dezembro de 1989  | 31 de dezembro de 1992          | Prefeito e vice eleitos |
| 19 | Abel Gonçalves Sicupira             |                                | PMDB                  | —                                             | 2 de dezembro de 1991   | 31 de dezembro de 1992          | Prefeito interino       |
| 20 | Solano de Barros                    |                                | PT                    | João Lino                                     | 1º de janeiro de 1993   | 31 de dezembro de 1996          | Prefeito e vice eleitos |
| 21 | Charles Azevedo Ferraz              |                                | PT                    | Severo Luiz Duarte                            | 1º de janeiro de 1997   | 31 de dezembro de 2000          | Prefeito e vice eleitos |
| 22 | Severo Luiz dos Santos              |                                | PT                    | —                                             | 9 de dezembro de 1999   | 22 de janeiro de 2000           | Prefeito interino       |
| 23 | Heitel Roberto Rodrigues Pego       |                                | PSD                   | Sebastião de Jesus da Silva Ribeiro           | 1º de janeiro de 2001   | 31 de dezembro de 2004          | Prefeito e vice eleitos |
| 24 | Charles Azevedo Ferraz              |                                | PT                    | Arlete Maria Batista Santos (PT)              | 1º de janeiro de 2005   | 31 de dezembro de 2008          | Prefeito e vice eleitos |
| 24 | Charles Azevedo Ferraz              | 1º de janeiro de 2009          | PT                    | Arlete Maria Batista Santos (PT)              | 31 de dezembro de 2012  | Prefeito e vice reeleitos       |                         |
| 25 | Adhemar Marcos Filho                |                                | PSDB                  | Sebastião José Alves Gonçalves (PMDB)         | 1º de janeiro de 2013   | 31 de dezembro de 2016          | Prefeito e vice eleitos |
| 25 | Adhemar Marcos Filho                | Gilson Chaves de Aguilar (PRB) | PSDB                  | 1º de janeiro de 2017                         | 31 de dezembro de 2020  | Prefeito reeleito e vice eleito |                         |
| 26 | João Bosco Versiani Gusmão Cordeiro |                                | PP                    | Maria Silmaria Alves da Silva (Solidariedade) | 1º de janeiro de 2021   | 31 de dezembro de 2024          | Prefeito e vice eleitos |
| 26 | João Bosco Versiani Gusmão Cordeiro | PSD                            | 1° de janeiro de 2025 | Maria Silmaria Alves da Silva (Solidariedade) | Atualidade              | Prefeito e vice reeleitos       |                         |